# Zenoberg

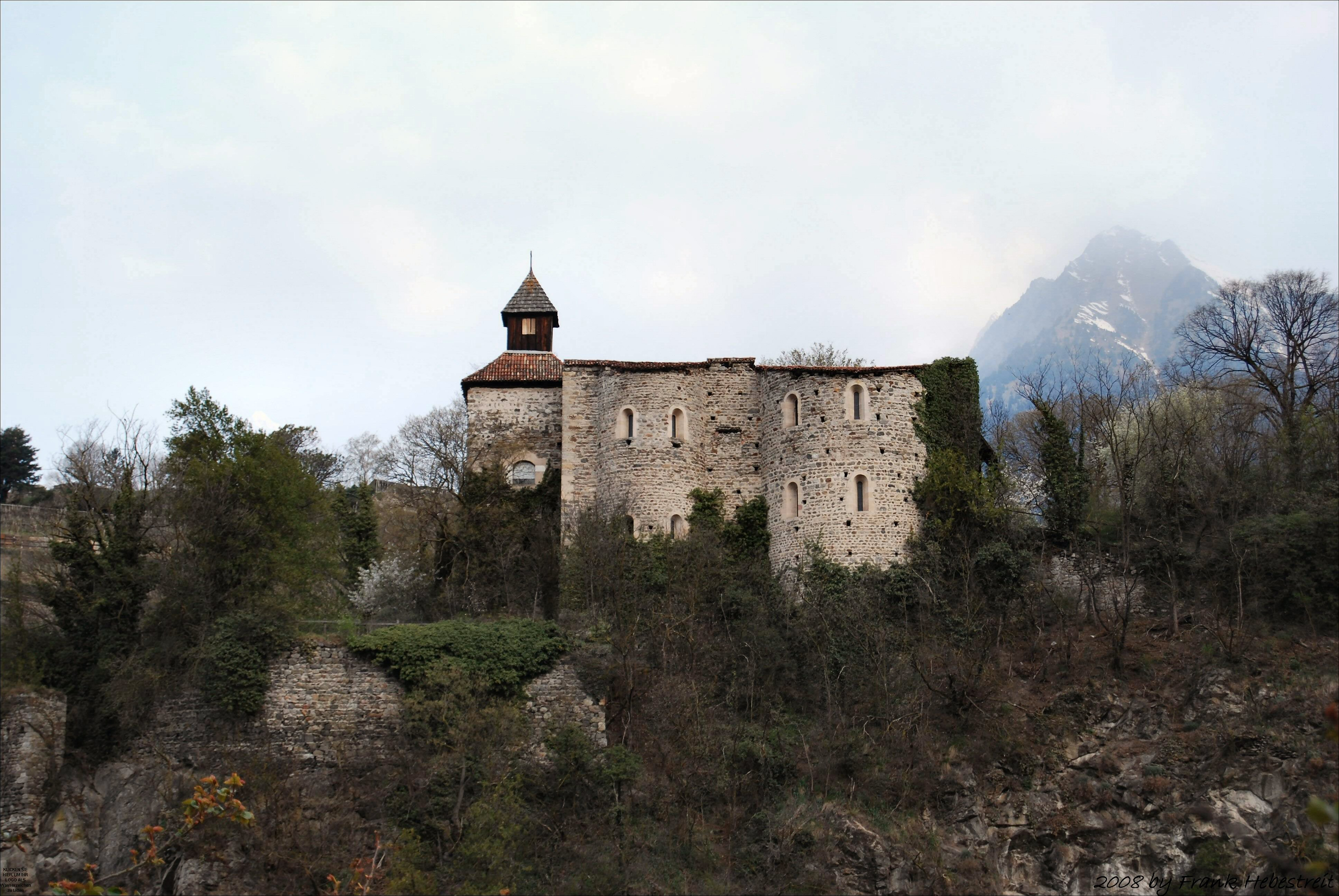
Kapelle der Zenoburg

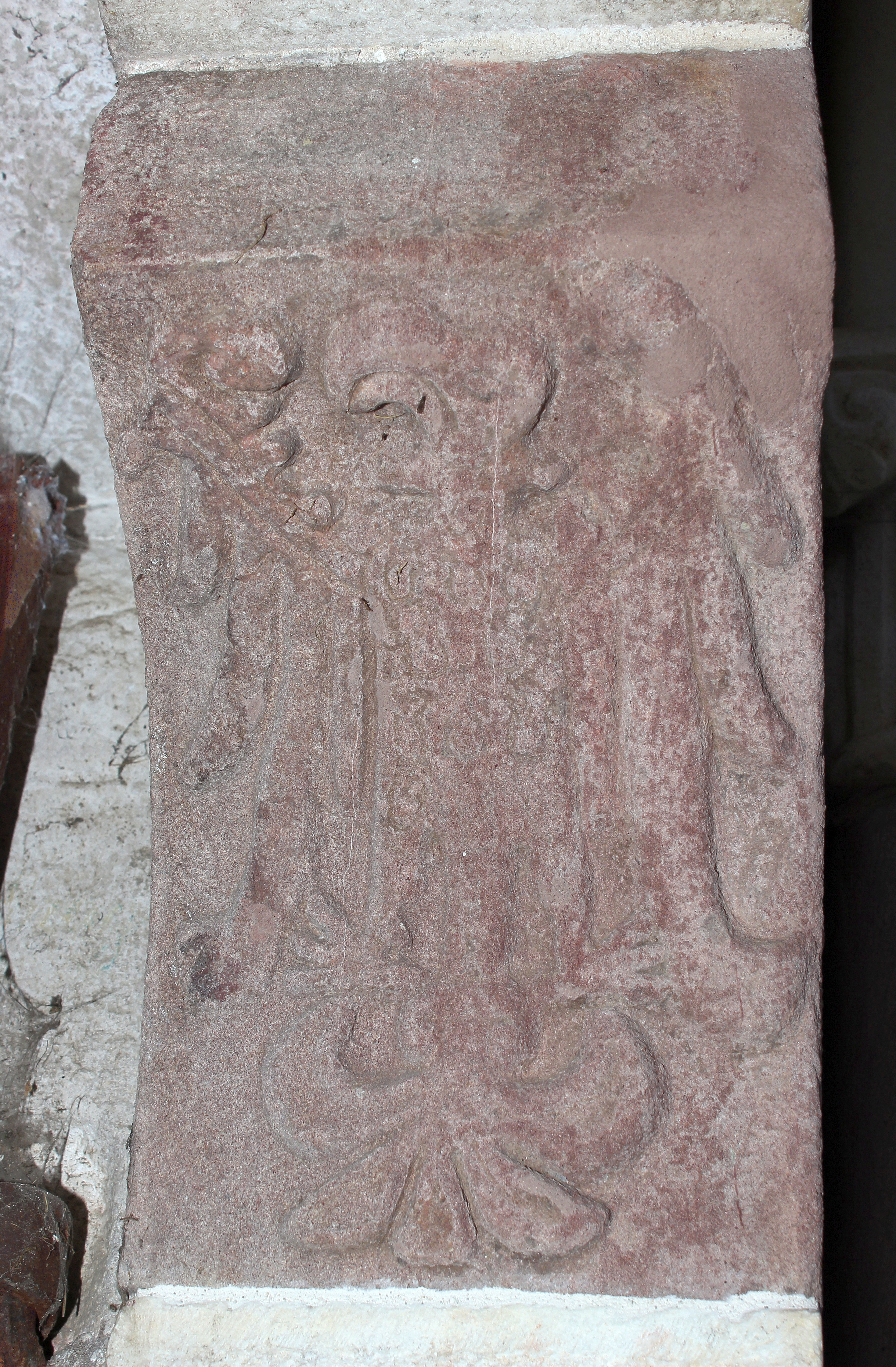
Der am Kapellenportal angebrachte Tiroler Adler

Zenoberg (italienisch Monte San Zeno) ist eine Fraktion der Gemeinde Tirol in Südtirol (Italien). Sie befindet sich am südöstlichen Ende des Richtung Meraner Talkessel vorgeschobenen Küchelbergs direkt oberhalb der Kurstadt Meran. Zenoberg hat ca. 200 Einwohner und liegt auf 350–400 m Höhe.

## Geschichte
Der heilige Valentin von Rätien soll sich gegen Ende seines Lebens ca. 470 auf ein kleines Bethaus (Oratulum) am Zenoberg zurückgezogen haben. Dort wurde die St. Valentinskirche erbaut. Venantius Fortunatus pilgerte im 6. Jh. zur Kirche und erwähnt sie als Valentini benedicti templa. Auch der heilige Corbinian soll hierhin hingepilgert sein. Die St.-Valentins-Kirche wurde später mit der St.-Zeno-Kirche zu einer Doppelkirche vereinigt.
Die Suppaner, ein dort ansässiges Edelsgeschlecht, führen bereits 1140 den Titel de monte S. Zenonis. Dies ist auch die erste Erwähnung der Örtlichkeit. 1432 scheint sie als mons sancti Zenonis auf.

## Sehenswürdigkeiten
- Die Zenoburg steht auf einem Felshügel am Eingang von Passeier. Erstmals 1237 im Besitz der Suppan erwähnt, wurde die Burg 1285 an Meinhard II. verkauft.[2] Am Portal der Burgkapelle ist die spätromanische Plastik eines Tiroler Adlers aus der Zeit um 1300 angebracht.[3] Diese diente als Vorlage für die 1960 erfolgte Anbringung eines Zenoberger Adlers am Neuen Landhaus in Innsbruck.
- Pulverturm: Der Pulverturm (bereits auf dem Gemeindegebiet von Meran) war einst der Bergfried der Burg Ortenstein, die im 13. Jh. von den Grafen von Tirol erbaut wurde. Während des Dreißigjährigen Kriegs wurden dort große Mengen an Schießpulver gelagert.

## Besonderheiten
Der Hügel von Zenoberg eignet sich hervorragend zum Anbau der Vernatsch-Rebe.

## Persönlichkeiten aus Zenoberg
- Zeno Braitenberg (* 1964 in Neapel), Nachrichtensprecher und Sachbuchautor.